# Korn III
Korn III - Remember who you are es el noveno álbum de estudio de la banda Korn y el tercero que la banda realiza con el apodado Padrino del nu metal Ross Robinson, además de ser el primer álbum con el nuevo baterista oficial de Korn, Ray Luzier.
Se había anunciado que Korn III sería un álbum conceptual que giraría en torno a 5 temas: religión, drogas, poder, dinero y caída del hombre; pero recientemente se anunció que ya no iba a ser así, ya que según Jonathan Davis las ideas le iban saliendo y no podía parar de tenerlas, además de afirmar que todavía tenía algo de ira para sacar en estas letras. El productor del álbum es el anteriormente mencionado Ross Robinson con quien la banda no trabajaba desde 1996. Robinson está realmente orgulloso del nuevo álbum, un sentimiento que comparte con la banda, que afirma que éste ha sido el álbum más diverso que han hecho. En su cuenta de Twitter el productor hizo un comentario referente a cuando Jonathan Davis hizo las grabaciones de voz en el álbum: La evolución humana del obsequio y el dar (en la música) ha alcanzado un nuevo nivel, el estudio se llenó de lágrimas de gratitud ¡Dios mío! ¡él está de regreso!.
El álbum contendrá aproximadamente 10 canciones. Ross Robinson creó un cartel sencillo en el que muestra el listado de las canciones con filas, una para cada miembro de la banda, y con celdas que se van llenando conforme cada miembro termina sus partes de las canciones. Se espera la salida del álbum el 13 de julio de 2010.
Se ha liberado una de las canciones de este álbum titulada "Are you ready to live?" antes titulada "My time", se puede sentir a Jon Davis cantando con esa emoción y sentimiento que lo caracteriza.

## Listado de canciones
1. "Uber-Time"
2. "Oildale (Leave Me Alone)"
3. "Pop A Pill"
4. "Fear Is A Place To Live"
5. "Move On"
6. "Lead The Parade"
7. "Let The Guilt Go"
8. "The Past"
9. "Never Around"
10. "Are You Ready To Live?"
11. "Holding All These Lies"

- Datos: Q17995328